# Back to the Future: Music from the Motion Picture Soundtrack
Bandes originales de Retour vers le futur
Retour vers le futur 2
(1989)
Back to the Future: Music from the Motion Picture Soundtrack  est une bande originale du film Retour vers le futur, sorti en 1985.

## Liste des titres
1. The Power of Love – Huey Lewis and the News (3:58)[2]
2. Time Bomb Town – Lindsey Buckingham (2:48)
3. Back to the Future – The Outatime Orchestra (3:20)
4. Heaven Is One Step Away – Eric Clapton (4:13)
5. Back in Time – Huey Lewis and the News (4:22)
6. Back to the Future Overture - The Outatime Orchestra (8:19)
7. The Wallflower (Dance with Me Henry) – Etta James (2:45)
8. Night Train – Marvin Berry and the Starlighters (2:17)
9. Earth Angel (Will You Be Mine) – Marvin Berry and the Starlighters (3:02)
10. Johnny B. Goode – Marty McFly and the Starlighters (3:06)

Non inclus sur le CD
- Mr. Sandman - écrit par Pat Ballard, interprété par The Four Aces
- The Ballad of Davy Crockett - écrit par George Bruns et Tom W. Blackburn, interprété par Fess Parker
- Pledging My Love - Interprété par Johnny Ace